# IC 195
IC 195 ist eine linsenförmige Galaxie vom Hubble-Typ SAB0 im Sternbild Widder auf der Ekliptik, die schätzungsweise 166 Millionen Lichtjahre von der Milchstraße entfernt ist. Gemeinsam mit der dicht benachbarten Galaxie IC 196 bildet sie das Galaxienpaar Arp 290. Halton Arp gliederte seinen Katalog ungewöhnlicher Galaxien nach rein morphologischen Kriterien in Gruppen. Dieses Galaxienpaar gehört zu der Klasse Galaxien mit Windeffekten.

Das Objekt wurde am 20. Oktober 1889 vom US-amerikanischen Astronomen Lewis A. Swift entdeckt.